# La Dernière Charge (film, 1949)
Pour plus de détails, voir Fiche technique et Distribution.
La Dernière Charge (titre original : Outpost in Morocco) est un film américain de Robert Florey sorti en 1949.

## Synopsis
En 1919, alors que le Maroc est en pleine révolution, Paul Gerard, capitaine spahi en poste avec son escadron auprès d'un détachement de la Légion étrangère, accepte la mission de ramener Cara, la jeune et jolie fille de l'émir de Bel-Rashad. Au fil du voyage, les deux êtres se rapprochent à tel point qu'ils tombent amoureux l'un de l'autre. Mais lorsque l'émir lève le siège devant le fort où Gerard est établi, Cara tente de convaincre son père de renoncer à l'attaque. Finalement, l'affrontement se révèle inévitable...

## Fiche technique
- Titre original : Outpost in Morocco
- Réalisation : Robert Florey, assisté de Richard Rosson (non crédité)
- Scénario : Charles Grayson (en) et Paul de Sainte Colombe d'après une histoire de Joseph N. Ermolieff
- Adaptation : Frances Kavanaugh (non créditée)
- Directeur de la photographie : Lucien N. Andriot
- Montage : George M. Arthur
- Musique : Michel Michelet
- Costumes : Elois Jenssen
- Production : Joseph N. Ermolieff et Samuel Bischoff
- Genre : Film d'aventure
- Pays de production :  États-Unis
- Durée : 92 minutes
- Dates de sortie :
  - États-Unis : 24 mars 1949 (New York), 2 mai 1949
  - France : 9 décembre 1949

## Distribution
- George Raft (VF : Claude Péran) : le capitaine Paul Gerard
- Marie Windsor (VF : Claire Guibert) : Cara (Zara en VF)
- Akim Tamiroff (VF : Serge Nadaud) : le lieutenant Glysko
- John Litel (VF : Georges Chamarat) : le colonel Pascal
- Ernö Verebes (VF : Jean Daurand) : le cavalier Garnier dit « Bamboule » (« Bouboule » en VF)
- Eduard Franz (VF : Richard Francœur) : l'émir de Bel-Rashad
- Crane Whitley (VF : Jacques Beauchey) : le caid Osman
- Damian O'Flynn (VF : Raymond Loyer) : le commandant Louis Fronval
- Jackie Searl : un légionnaire